# Héctor Miguel Cabrejos Vidarte
Héctor Miguel Cabrejos Vidarte, O.F.M. (Chota, 5 de julho de 1948) é um prelado peruano da Igreja Católica, desde 2025 arcebispo emérito de Trujillo. Foi presidente do Conselho Episcopal Latino-Americano (CELAM), entre 2019 e 2023.

## Biografia
Héctor Miguel Cabrejos Vidarte concluiu seus estudos eclesiásticos na Faculdade Pontifícia e Civil de Lima. Ele obteve seu diploma de bacharel no Instituto Bíblico de Jerusalém e um doutorado na Universidade Católica de Leuven, na Bélgica.
Professou os votos solenes na Ordem dos Frades Menores em 29 de junho de 1974 e foi ordenado padre em 7 de dezembro do mesmo ano, na igreja "San Francisco" em Lima. 
Foi nomeado Bispo-titular de Belesasa em 20 de julho de 1988, recebeu ordenação episcopal em 7 de agosto de 1988 tendo como sagrante Dom Juan Landázuri Ricketts, O.F.M., arcebispo de Lima, com consagrantes Dom Luigi Dossena, núncio apostólico no Peru e Dom Federico Richter Fernandez-Prada, O.F.M., arcebispo de Ayacucho, assumindo o cargo de Bispo-auxiliar da Arquidiocese de Lima e Reitor do Instituto Superior de Estudos Tecnológicos "Juan XXIII" (ISET) em Lima.
Em 6 de fevereiro de 1996, foi nomeado Ordinário Castrense do Peru, cargo que ocupou até 1999. Em 29 de julho de 1999, o Papa João Paulo II o nomeou arcebispo metropolitano da arquidiocese de Trujillo, onde tomou posse em 11 de setembro.
Em 19 de maio de 2019, foi eleito presidente do Conselho Episcopal Latino-Americano (CELAM) para o quadriênio 2019-2023.
Teve sua renúncia ao governo arquiepiscopal aceita pelo Papa Francisco em 11 de fevereiro de 2025.